# 나리집
《나리집》은 MBC에서 1981년 1월 5일부터 1981년 9월 12일까지 방영한 일일 드라마이며 개그맨 서세원이 해당 작품으로 첫 드라마 출연을 했다.
한편, 서민의 애환을 그린다는 의도가 그럴 듯 했으나 "도대체 그 이상 무엇을 전달하자는 얘긴지 모르겠다"는 평이 있었으며 출연진 중의 한 명인 서세원이 1981년 3월 7일 드라마 녹화에 건강이 좋지 않다는 핑계로 제 시간에 나타나지 않자 제작진이 데려와야 했고 제작진은 오후 늦게서야 나타난 서세원에게 먼저 촬영분을 찍을 수 있도록 했다.

## 등장 인물
- 김혜자
- 김상순
- 박근형
- 남능미
- 김영애
- 길용우
- 이미지
- 현석
- 송기윤
- 김윤경
- 한미영
- 조남석
- 조한려
- 박규채
- 김기일
- 이계인
- 임채무
- 이수나
- 김애경
- 김수미
- 김홍석
- 서세원
- 이순규
- 곽준경
- 이민영

## 주제가
- 작사:남지연
- 작곡:길옥윤
- 편곡:길옥윤
- 노래:혜은이

| 문화방송 일일연속극 5 (메인)                         | 문화방송 일일연속극 5 (메인)              | 문화방송 일일연속극 5 (메인)                   |
| 이전 작품                                            | 작품명                                    | 다음 작품                                      |
| ---------------------------------------------------- | ----------------------------------------- | ---------------------------------------------- |
| 당신은 누구시길래 (1979년 9월 17일 ~ 1980년 3월 1일) | 나리집 (1981년 1월 5일 ~ 1981년 9월 12일) | 사랑합시다 (1981년 9월 14일 ~ 1982년 6월 24일) |

1. ↑  “大學生(대학생) 코미디언 徐世源(서세원)”. 동아일보. 1981년 1월 28일. 2020년 1월 28일에 확인함.
2. ↑  이용 (1981년 2월 14일). “漂流(표류)하는 TV드라머”. 경향신문. 2020년 1월 28일에 확인함.
3. ↑  “徐世源(서세원) 출연늑장 「나리집」錄書(녹서)골탕”. 동아일보. 1981년 3월 23일. 2020년 1월 28일에 확인함.